# Charīs Giannopoulos
Charalampos Giannopoulos, detto Charīs (in greco Χαράλαμπος "Χάρης" Γιαννόπουλος?; Veria, 13 luglio 1989), è un cestista greco.

## Carriera

### Club
Cresciuto nel PAOK Salonicco, ha esordito in prima squadra nella stagione 2005-06. Ha proseguito la carriera in Grecia con l'Olympiacos, poi un biennio al Paniónios e la stagione 2011-12 al Peristeri. Nel 2012 è passato al Panathinaikos.

### Nazionale
Giannopoulos ha vestito la maglia della Grecia under 20, vincendo la medaglia d'oro ai FIBA EuroBasket Under 20 disputati a Rodi nel 2009.

## Palmarès
- Campionato greco: 1

Panathinaikos: 2012-13
- Coppa di Grecia: 2

Panathinaikos:	2012-13
AEK Atene: 2019-20
- Supercoppa greca: 1

Promitheas Patrasso: 2020
- Coppa Intercontinentale: 1

AEK Atene: 2019